# Karl-Heinz Korte
Karl-Heinz Korte (* 1. April 1948) ist ein ehemaliger deutscher Fußballspieler.

## Werdegang
Der Abwehrspieler Karl-Heinz Korte begann seine Karriere beim BV Königsborn und wechselte 1969 zur DJK Gütersloh, die gerade in die Regionalliga West aufgestiegen war. Zwei Jahre später wechselte er zur SpVgg Erkenschwick und schaffte mit seiner Mannschaft im Jahre 1974 die Qualifikation für die neu geschaffene 2. Bundesliga. Dort gab er sein Debüt am 10. August 1974 beim 2:1-Sieg der Erkenschwicker gegen Schwarz-Weiß Essen. Zwei Jahre später stieg Korte mit den Erkenschwickern ab und wechselte nach dem verpassten Wiederaufstieg im Sommer 1977 zum Amateurverein TuS Frömern. Im Sommer 1979 wechselte Korte zum Zweitligaaufsteiger SC Herford, bevor er seine Karriere ab 1980 bei Rot-Weiß Lüdenscheid ausklingen ließ. Insgesamt absolvierte Korte 92 Zweitligaspiele und erzielte dabei drei Tore, davon 61 Spiele für Erkenschwick und 31 Spiele und die drei Tore auf Herford. Dazu kommen 144 Regionalligaspiele, in denen Korte einmal traf. 